# غزلان في غابة الذئاب (مسلسل)
غزلان في غابة الذئاب، مسلسل سوري أنتج وعرض في عام 2006، كتبه فؤاد حميرة، وأخرجته رشا شربتجي, يتألف من 29 حلقة.

## قصة المسلسل
يتحدث المسلسل عن الفساد في الدولة وعن تحكم ذوي السلطة بمصائر الناس من خلال علاقة سامر البسطاط (قصي خولي) ابن الوزير بعائلة المرابع، وتنهار أسرة البسطاط فيما بعد بسبب طمع ابنها وأنانيته.

## الممثلون
- أمل عرفة
- قصي خولي
- خالد تاجا
- صباح بركات
- عبير شمس الدين
- رافي وهبي
- ثناء دبسي
- أيمن رضا
- محمد حداقي
- ديما بياعة
- نادين خوري
- جهاد سعد
- مكسيم خليل
- رواد عليو
- جيهان عبد العظيم
- عبد الحكيم قطيفان
- ديما قندلفت
- فادي صبيح
- غزوان الصفدي
- معن عبد الحق
- فوزي بشارة
- خالد القيش
- لونا حسن
- فؤاد حميرة
- سلمى المصري
- ناجي جبر
- عبد الفتاح المزين
- حسام تحسين بيك
- نضال سيجري
- قاسم ملحو
- محمد قنوع
- ندين تحسين بك
- سلافة عويشق
- زائفة الزر
- شيرين الحسيني